# ハイスクール
ハイスクール（high school）は、アメリカ合衆国などの中等教育機関。

## アメリカ合衆国

### 制度
アメリカ合衆国には全国共通の教育制度がなく各州さらには学区によっても教育制度は異なる。
初等教育から中等教育の学校制度には、8-4制、4-4-4制、4-2-2-4制、5-3-4制、6-6制などがあるが、アメリカ合衆国全体では5-3-4制が一般的である。バージニア州の公立学校の場合、Elementary School（小学校）、Middle School（中学校）、High School（高校）の6-2-4制が一般的である。
アメリカ合衆国の後期中等教育には、3年制のSenior High School（高等学校）や4年制の4-year High School（ハイ・スクール）がある。また中等教育を一貫して行う6年制の中高一貫校（Combined Junior Senior High School）もある。
多くのハイスクールは普通科と職業科を併設する総合制を採用しているが、職業技術の課程のみを置くなど単科のハイスクールも存在する。
多くの国で中等教育はその発生の起源から初等教育と高等教育の間にあって制度設計において物議を醸すことがあったが、特にアメリカではハイスクールそのものが論争を呼ぶこともあった。その主要な問題点は学年構成、教授法、教育課程の編成、教育内容、規律などで、すべての点は初等教育の延長か高等教育の模倣かという位置づけに関する論争であった。

### 歴史

#### 19世紀
1810年代に初等教育の機関が発達してくると、1820年代にはそれに接続する中等教育機関としてEnglish High Schoolが設立されるようになった。このEnglish High Schoolは古典語の学習を希望しない生徒を対象とする英語を中心とする一般教育及び実際的教育のための機関であった。1821年のボストン英語古典語学校を嚆矢として、このような形態の学校がのちに公立ハイスクールへと発展した。州立大学を有する州では大学教育との接続も重視され、ハイスクールのカリキュラムも、古典語、近代語、英語、科学といったコース別の分化が進み、選択制を実施する学校も現れるようになった。
南北戦争から第一次世界大戦までの約50年はアメリカが農業国から資本主義的な工業国へと転換する転換期に当たる。南北戦争後、産業資本主義の形成過程ですべての青年に対する中等教育に対する需要が急拡大し、公立ハイスクールはカレッジへの入学準備教育の機能だけでなくカレッジに進学しない青年に対する職業準備教育の機能も併せ持つようになった。しかし、このような現象はカレッジの入学時の年齢上昇や準備教育の不足などの傾向を生じ、19世紀後半には大学側から批判や不満が表明されるようになった。そこで全米教育協会は初等教育と中等教育との統一的な学校体系、両者間の接続関係について研究・討議し、初等教育の短縮や中等教育の教育内容の初等教育への一部移行などを勧告した。

#### 19世紀末から20世紀前半
全米教育協会が設置した「教育における時間の経済委員会」は1913年の報告書で中等教育の期間を4年と2年の2部門に分けることを提示した。さらに「教育における時間の経済委員会」のメンバーの一人だったH.スザロ（Suzzaro,H.）は12歳から18歳にかけてのギャップが大きくなることから中等教育をジュニアハイスクールとシニアハイスクールの各3年に分けることを提案した。
1918年には中等教育改造委員会が『中等教育の根本原理』を公表した。この報告書では中等教育をジュニアとシニアに区分し、ジュニアの時期には生徒は各自自己の素養を探求し、シニアの時期にはジュニアの時期に選択した分野の訓練が強調されなければならないとした。

#### 1940年代
1944年、全米教育協会教育政策委員会は『すべての米国青年のための教育』と題する報告書を公表し、義務教育年限を満18歳まで延長するとともに中等教育について初級、中級、上級に分けて中級までのハイスクール卒業者のうち希望者に対して上級中等教育（のちの公立短期大学のコミュニティ・カレッジに相当）を施すことを勧告した。
1945年、連邦教育局職業教育部門の審議会はプロッサー報告を採択し、ハイスクールの生徒のうち、職業技能訓練を受けている20%の者とカレッジ進学を希望する20%の者以外の60%の生徒が制度上等閑視されているとし、これらの生徒の現実的な要求を充たすような生活適応教育が必要であると報告された。プロッサー報告を受けて、1947年から青年のための生活適応教育委員会（1950年からは第二次委員会）で議論が行われ中等教育に関する報告書が公表された。

#### 1950年代
1956年、大学入学試験委員会（CEEB）はハイスクールで優秀な成績を収める生徒に対してカレッジ・レベルのコースを提供するとともに教科別の試験と単位認定を行う特別進級プログラムを開始した。
1957年のスプートニク・ショック以降は科学技術競争の強化のため能力主義の傾向が一段と強まった。1958年には国家防衛教育法が制定され、理科・数学・外国語教育の振興、中級技術者の養成、大学生の貸与奨学金や大学院生の給与奨学金など教育に対する連邦援助は大幅に拡大した。

#### 1960年代
1960年代を中心に大規模に展開されたのが公民権運動である。1954年の連邦最高裁のブラウン判決によって南部を中心に実施されていた「分離すれども平等」という人種差別政策は否定され少なくとも法律上の差別（de jure segregation）はなくなった。ジョンソン政権下で制定された法律には1964年の経済機会法や1965年の初等・中等教育法などがあり、初等・中等教育法では初等・中等教育に対する連邦政府の財政援助が強化され多様な補償教育が実施されるようになった。
1966年に連邦教育局が公表したコールマン報告では教育の機会均等をめぐる人種差別の問題が指摘され、公立学校での事実上の差別、教育施設や教職員の資質面での若干の差異、標準テストでの中間得点の格差などの問題が、生徒の家庭的背景や近隣社会の経済的・文化的環境の相違に要因があると結論づけた。連邦政府はこれらの事実上の差別（de facto segregation）に対処するため、白人と黒人の学校のペア方式、学区再編、統合学区制、自発的な転学奨励計画、通学時のバス輸送、学校統合等を推進した。